# 触
触（ふれ、觸）とは、近代以前の日本において用いられた法律の形式の1つで、支配者から一般に対して法令の内容を知らしめるために用いられた。御触/お触（おふれ）とも称せられる。
平安時代より、法令を知らしめる行為を「触申（ふれもうす）」「相触（あいふる）」などと称せられ、後にその内容を記した文書を触状、あるいは単なる触と称するようになった。江戸時代の幕藩体制の下では江戸幕府から一般に知らしめる法令形式として用いられ（藩による触も存在する）、触を記した書付・文書を特に御触書（おふれがき）とも呼んだ。

## 江戸時代
江戸幕府では一般的な単行法令を「触」または「触書」といった。江戸時代には老中・若年寄の下で作成された草案が将軍の裁決を得ると、表右筆が必要な部数だけ写しを作成して老中自らあるいは老中から指示を受けた大目付・目付・三奉行などから諸藩や関係機関を通してあるいは直接一般に向けて触れさせたのである。なお、触よりも名宛人（適用対象）が狭く関係の役所や役人に限定したものは「達」と称した。
町奉行から出される触は「町触」と称された。基本的に幕藩を問わず文体は仮名交じりの候文で、公用文書には御家流と呼ばれる書体が用いられた。
江戸幕府では寛保年間以後、御触書の形式で出された触をまとめた御触書集成を数次にわたって編纂している。

## 法律用語
触の用語は、警察が盗品等を古物商や質屋に周知する品触れ(古物営業法第19条、質屋営業法第20条)として、現在も受け継がれている。